# Ciocănești, Dâmbovița

Monumentul eroilor din Ciocănești, Dâmbovița

Ciocănești este satul de reședință al comunei cu același nume din județul Dâmbovița, Muntenia, România. Se află în partea de sud-est a județului.